# Морень
Морень, Морені (рум. Moreni) — місто у повіті Димбовіца в Румунії, що має статус муніципію.
Місто розташоване на відстані 70 км на північний захід від Бухареста, 16 км на північний схід від Тирговіште, 75 км на південь від Брашова.

## Населення
За даними перепису населення 2002 року у місті проживала 20 941 особа.
Національний склад населення міста:
| Національність   | Кількість осіб | Відсоток |
| ---------------- | -------------- | -------- |
| румуни           | 20578          | 98,3%    |
| цигани           | 329            | 1,6%     |
| угорці           | 14             | 0,1%     |
| німці            | 6              | < 0,1%   |
| вірмени          | 4              | < 0,1%   |
| росіяни-липовани | 2              | < 0,1%   |
| серби            | 2              | < 0,1%   |
| італійці         | 2              | < 0,1%   |
| євреї            | 1              | < 0,1%   |
| поляки           | 1              | < 0,1%   |
| китайці          | 1              | < 0,1%   |

Рідною мовою назвали:
| Мова       | Кількість осіб | Відсоток |
| ---------- | -------------- | -------- |
| румунська  | 20913          | 99,9%    |
| угорська   | 12             | 0,1%     |
| німецька   | 7              | < 0,1%   |
| вірменська | 4              | < 0,1%   |
| італійська | 2              | < 0,1%   |
| російська  | 1              | < 0,1%   |
| китайська  | 1              | < 0,1%   |

Склад населення міста за віросповіданням:
| Релігія                                       | Кількість осіб | Відсоток |
| --------------------------------------------- | -------------- | -------- |
| православні                                   | 20425          | 97,5%    |
| адвентисти                                    | 183            | 0,9%     |
| п'ятдесятники                                 | 110            | 0,5%     |
| бретрени                                      | 100            | 0,5%     |
| римо-католики                                 | 43             | 0,2%     |
| лютерани                                      | 29             | 0,1%     |
| реформати                                     | 8              | < 0,1%   |
| баптисти                                      | 6              | < 0,1%   |
| не релігійні                                  | 6              | < 0,1%   |
| греко-католики                                | 4              | < 0,1%   |
| лютерани (Синодально-пресвітеріанська церква) | 3              | < 0,1%   |
| атеїсти                                       | 3              | < 0,1%   |
| мусульмани                                    | 1              | < 0,1%   |
| юдеї                                          | 1              | < 0,1%   |
| не вказали релігію                            | 3              | < 0,1%   |

## Зовнішні посилання
- Дані про місто Морень на сайті Ghidul Primăriilor [Архівовано 20 вересня 2012 у Wayback Machine.]